# Малешевски говор
Малешевският говор е български диалект от централната група югозападни говори. Говори се в рамките на Северна Македония, в районите на Царево село (Делчево), Пехчево, Берово, Радовиш, Струмица, Щип. Името си носи от областта Малешево. Сходен е с граничещите на изток благоевградски и петрички говор.
Македонската диалектология го систематизира като част от малешевско-пиринския диалект на т. нар. македонски език.

## Характерни особености
- Праславянските *tj и *dj застъпени като:
  - шч и ждж – лèшча (леща), прèжджа (прежда)
  - шт и жд – кàшти (къщи), вèжда (вежда)
  - к’ и г’ (само в по-западните райони) – нок’ (нощ), вèг’и (вежди)
- Застъпник на стб. ѫ е гласната a: вàже (въже), гàска (гъска).
- Застъпници на стб. ъ:
  - в силна позиция – o: бòчва (бъчва), дош (дъжд)
  - в слаба позиция – а: лàжа (лъжа)
  - е преди краесловно р: вèтер (вятър).
- Застъпник на стб. ь е гласната е: ден (ден), тèнка (тънка).
- Изпадане на съгласната л при групата ъл/лъ: вък (вълк), гъ̀там (гълтам).
- Сонантно` р: др̥̀во (дърво), ср̥п (сърп), но врòх (връх).
- Членна форма за мъжки род единствено число -о: градò (градът), мажò (мъжът), човèко (човекът).
- Частица ке плюс мин.несв.време като средство за образуване на глаголно време бъдеще в миналото (сравни книжовното щях да плюс сег.време): ке плетèх (щях да плета)
- Ударение върху окончанието за 1 л. ед. ч. мин. св. време при глаголи на -ох: рекòх, влекòх.